# 범성대
범성대(중국어 정체자: 范成大, 병음: Fàn Chéngdà 판청다[*], 1126년 ~ 1193년)는 중국 남송의 정치가, 시인, 지리학자로 자는 치능(중국어 정체자: 致能, 병음: Zhìnéng 즈넝[*])이다. 관료로 활동하며 참지정사에 올랐으며, 시인으로서 명성을 떨쳤다. 지리학에도 업적을 남겼으며 중국 남부 지방에 대한 연구를 남기기도 했다. 그의 작품은 유기문학(遊記文學)에 속하는데, 이는 송나라 시대의 중국에서 유행했던 여행 경험에 대한 서사 및 산문 문학이다. 그는 양만리, 우무, 육유와 함께 남송 4대가로 꼽힌다.

## 같이 보기
- 지리학자 목록
- 어메이산
- 여행문학